# Trine Qvist
Trine Qvist (født 8. juni 1966), er en dansk curlingspiller som deltog i de Olympiske lege 1998 i Nagano. Qvist var 1’er på det danske hold, der vandt en olympisk sølvmedalje efter finalenederlag til Canada. Holdet bestod af Helena Blach Lavrsen, Dorthe Holm, Margit Pörtner og Jane Bidstrup.

## OL-medaljer
- 1998  Nagano -  Sølv i curling, damer  Danmark